# Starfish
Starfish é o quinto álbum da banda australiana The Church, lançado em fevereiro de 1988 pela Mushroom Records na Austrália e pela Arista Records internacionalmente. O álbum que levou a banda ao sucesso internacional, Starfish recebeu disco de ouro nos Estados Unidos e continua sendo seu lançamento mais bem sucedido comercialmente. Vendeu mais de seiscentos mil cópias somente nos EUA. O primeiro single, "Under the Milky Way", alcançou o 24º lugar na Billboard Hot 100 e ao segundo na parada Mainstream Rock Tracks, levando a uma exposição significativa do então relativamente desconhecido grupo australiano. Em seu país de origem, "Under the Milky Way" chegou à 22ª colocação, e Starfish alcançou 11º nas paradas de álbuns.

## Recepção
| Críticas profissionais        | Críticas profissionais |
| Avaliações da crítica         | Avaliações da crítica  |
| Fonte                         | Avaliação              |
| ----------------------------- | ---------------------- |
| AllMusic                      | [ 7 ]                  |
| Los Angeles Times             | [ 8 ]                  |
| Rolling Stone                 | [ 9 ]                  |
| The Rolling Stone Album Guide | [ 10 ]                 |
| The Village Voice             | B                      |

Em uma avaliação em retrospecto ao AllMusic, o crítico Ned Raggett escreveu que "se às vezes muito limpo nas esquinas em comparação com a obra-prima Heyday, Starfish estabeleceu o merecido sucesso da banda nos Estados Unidos", e acrescentou que os desempenhos ao longo do álbum "são no mínimo bons e no máximo fantásticas".

## Ficha técnica
De acordo com:
- Steve Kilbey – baixo, vocal (1–5, 7, 8, 10)
- Peter Koppes – guitarra, vocal (9)
- Marty Willson-Piper – guitarra, vocal de apoio (6)
- Richard Ploog – bateria, percussão (exceto na 2)

Músicos adicionais
- Greg Kuehn – teclado
- Russ Kunkel – bateria e percussão (2)[13]
- David Lindley – bandolim (7)
- "Awesome Welles" – Synclavier
- Waddy Wachtel – vocal de apoio

## Posição nas paradas musicais
| Parada (1988)                       | Melhor posição |
| ----------------------------------- | -------------- |
| Austrália (Australian Music Report) | 11             |
| Estados Unidos (Billboard 200)      | 41             |